# Matthias Sutter
Matthias Sutter (* 1968 in Hard, Vorarlberg) ist ein österreichischer Volkswirt, der auf dem Feld der Experimentellen Wirtschaftsforschung und Verhaltensökonomik forscht. Er ist Direktor am Max-Planck-Institut zur Erforschung von Gemeinschaftsgütern in Bonn und lehrt an der Universität zu Köln und der Universität Innsbruck.

## Akademischer Werdegang
Der Vorarlberger Sutter studierte zunächst Katholische Theologie an der Leopold-Franzens-Universität in Innsbruck. Nach dem Magister im Jahr 1993 begann er dort ein Studium der Volkswirtschaftslehre, welches er 1996 abschloss. Im Rahmen seiner Dissertation interessierte er sich zum ersten Mal für das seinerzeit noch recht junge Teilgebiet der Experimentellen Wirtschaftsforschung, als er Abstimmungsprozesse im Ecofin-Rat zur Vorbereitung der Europäischen Währungsunion analysierte. Sutter wurde 1999 in Innsbruck promoviert und habilitierte sich dort 2002.
In der Folge war er zwei Jahre Mitarbeiter am Max-Planck-Institut für Ökonomik in Jena und arbeitete 2005/06 ein Jahr am Lehrstuhl von Axel Ockenfels an der Universität zu Köln. 2006 kehrte er als Professor für Experimentelle Wirtschaftsforschung ans Institut für Finanzwissenschaften an die Universität Innsbruck zurück. Von 2007 bis 2013 war er Gastprofessor am Department of Economics der Universität Göteborg. 2013 bis 2014 war er Professor of Applied Economics am European University Institute (EUI) in Florenz. Von Juli 2013 bis Dezember 2014 war er bereits Mitglied der International Faculty der Universität zu Köln, wo er von Januar 2015 bis Juli 2017 eine Exzellenzprofessur (Lehrstuhl Economics: Design and Behavior) hatte. Seit August 2017 ist er Direktor am Max-Planck-Institut zur Erforschung von Gemeinschaftsgütern in Bonn, wo er die "Experimental Economics Group" leitet. In Teilzeit ist er weiterhin als Professor für Experimentelle Wirtschaftsforschung an den Universitäten zu Köln und Innsbruck tätig.
2018 wurde er zum Mitglied der Academia Europaea gewählt und im Jahr 2024 wurde er als Mitglied der Sektion Ökonomik und Empirische Sozialwissenschaften in die Nationale Akademie der Wissenschaften Leopoldina aufgenommen.

## Forschung
Matthias Sutter forscht im Kernbereich Experimentelle Wirtschaftsforschung, mit den Schwerpunkten Teamentscheidungen und Entwicklung des ökonomischen Entscheidungsverhaltens bei Kindern und Jugendlichen.
Beim Ökonomen-Ranking des Handelsblatts 2017, das die Forschungsleistung von Ökonomen in Deutschland, Österreich und der deutschsprachigen Schweiz gemessen an der Qualität der Publikationen seit 2012 analysiert, erreichte er Platz 5. Die Ergebnisse seiner Forschung wurden publiziert in Science, Econometrica oder American Economic Review. Ein populärwissenschaftliches Buch Die Entdeckung der Geduld erschien 2014 im Ecowin-Verlag und wurde mittlerweile ins Türkische und Chinesische übersetzt.
Anhand eines kulturell homogenen Samples verifizierte Sutter die These des US-amerikanischen Verhaltensökonomen Keith Chen vom Einfluss sprachlicher Parameter auf das Sparverhalten.

## Auszeichnungen (Auswahl)
- 2004: Oberbank Wissenschaftspreis
- 2008: Vorarlberger Wissenschaftspreis[5]
- 2009: Tiroler Landespreis für Wissenschaft[6]
- 2012: Nominiert zum Österreicher des Jahres: Kategorie Wissenschaft durch die Tageszeitung Die Presse
- 2015: Exeter Prize for Research in Experimental Economics, Decision Theory and Behavioral Economics[7]
- 2016: Pater Johannes Schasching SJ Preis[8]
- 2017: Hans Kelsen Preis[9]

## Veröffentlichungen
- Öffentliche Verschuldung in der Währungsunion. Österreichischer Wirtschaftsverlag, Wien 1996, ISBN 3-85212-083-7
- Der Stabilitäts- und Wachstumspakt in der Europäischen Währungsunion. Grundlagen, Abstimmungsmacht und Glaubwürdigkeit der Sanktionierung übermäßiger Defizite. Nomos-Verlags-Gesellschaft, Baden-Baden 2000, ISBN 3-7890-6455-6
- Hat der Homo Oeconomicus ausgedient? Zur Entwicklung von Eigennutz und Wettbewerbsverhalten bei Kindern, Jugendlichen und Erwachsenen. Liechtensteinische Akademische Gesellschaft, Schaan 2012, ISBN 978-3-7211-1085-2
- Die Entdeckung der Geduld – Ausdauer schlägt Talent. Ecowin. Salzburg 2014, ISBN 978-3-7110-0054-5